# St. Elisabeth (Saarbrücken-St. Johann)

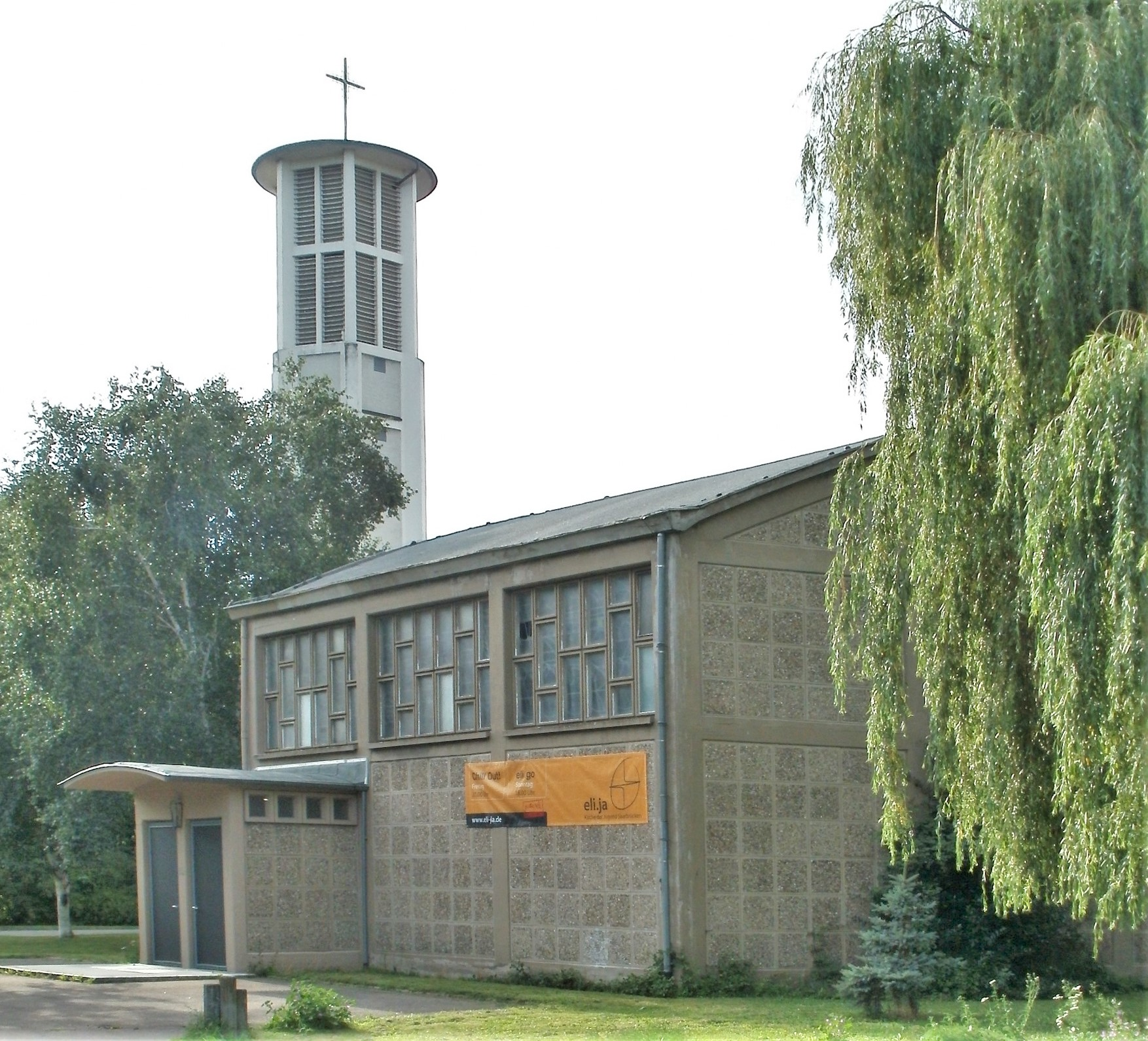
Kirche der Jugend eli.ja (2011)

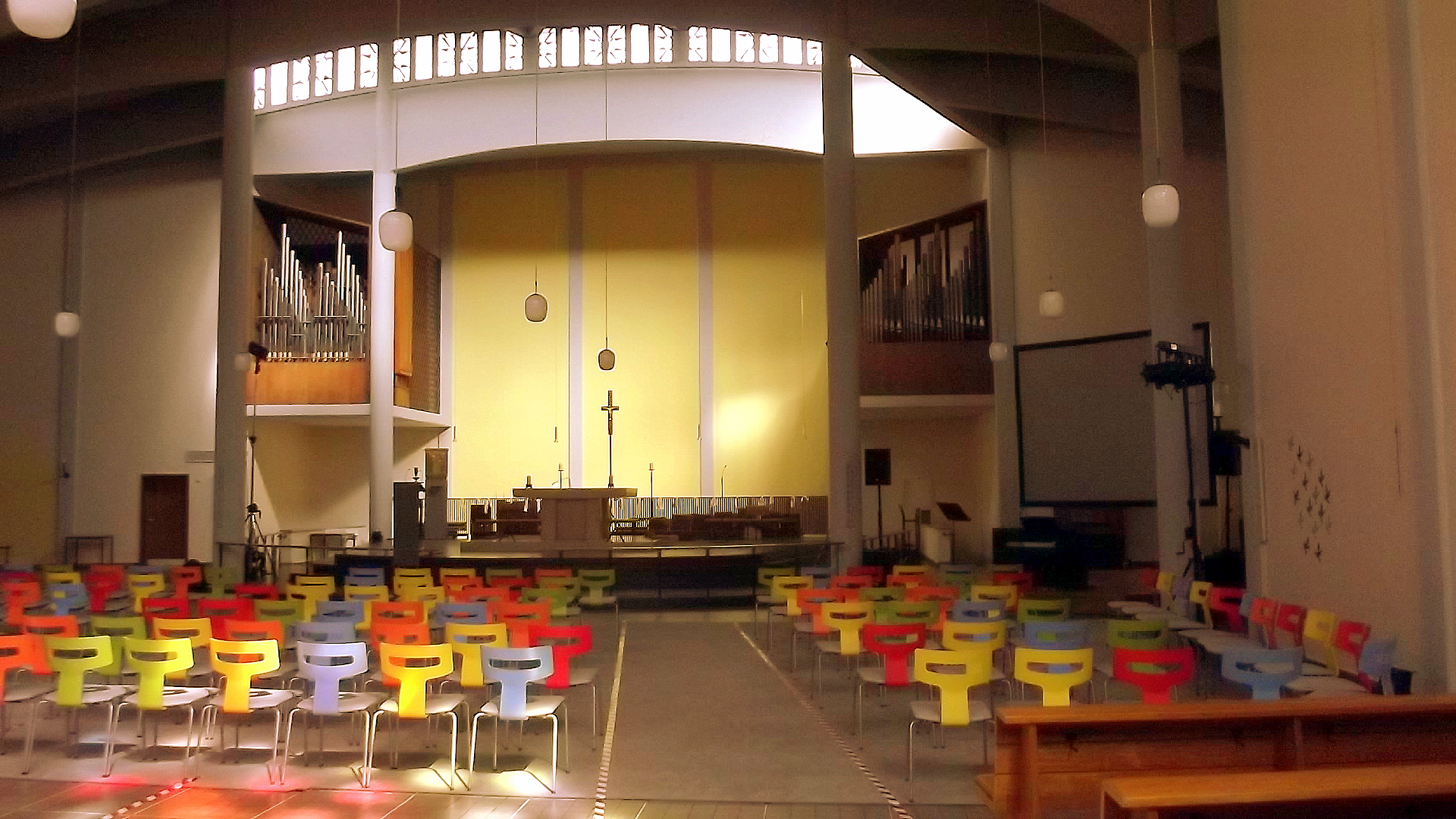
Blick zum Altar und zur Klais-Orgel (2014)

Die römisch-katholische Kirche der Jugend eli.ja, kurz eli.ja, ist eine zum Bistum Trier gehörige Jugendkirche in Saarbrücken. Sie befindet sich an der Hellwigstraße im Stadtteil St. Johann. Patroziniumstag ist der kirchliche Gedenktag der Elisabeth von Thüringen am 19. November.
Zuvor hieß die Kirche St. Elisabeth und war eine Pfarrkirche. Seit 2007 wurde sie als „Kirche der Jugend“ genutzt. Im Oktober 2009 erhielt sie ihren heutigen Namen. 

## Geschichte
Die Elisabethkirche im Saarbrücker Stadtteil St. Johann an der Saar führt das Patrozinium der katholischen Kommende St. Elisabeth des Deutschen Ordens in Alt-Saarbrücken (vormals Malstatter Gemarkung) sowie das der Metzer St. Elisabeth-Kommende fort. Während die Geschichte der Metzer St. Elisabeth-Kommende im Jahr 1552 ein Ende fand, blieben die Besitzungen des Deutschen Ordens in der Saarbrücker St. Elisabeth-Kommende als reichsunmittelbarer Institution unangetastet, obwohl die Grafschaft Saarbrücken im Jahr 1575 aufgrund der Anordnung von Graf Philipp III. von Nassau-Saarbrücken evangelisch geworden war. Die im Jahr 1227 von Graf Simon III. von Saarbrücken gestiftete Die Saarbrücker St. Elisabeth-Kommende wurde erst im Jahr 1793 im Zuge der religionsfeindlichen Wirren der Französischen Revolution aufgelöst.
Die Planungen zur Errichtung einer neuen St. Elisabeth-Kirche für den östlichen Teil der damaligen Großpfarrei St. Johann reichen bis in die Zeit vor dem Zweiten Weltkrieg zurück. Zwischen den Jahren 1931 und 1937 diente eine Reithalle der vormaligen Ulanen-Kaserne als Notkirche. Nicht ganz zwei Jahre nach dem im Jahr 1935 erfolgten Wiederanschluss des Saargebietes an das Deutsche Reich, im Jahre 1937, beanspruchten die Polizeibehörden der neuen NS-Machthaber die von der Kirchengemeinde genutzte ehemalige Reithalle. Unter Missachtung der mit der Regierungskommission des Saargebietes getroffenen Vereinbarungen machte man den Katholiken das Recht streitig, den mit großem finanziellen Aufwand hergerichteten Gottesdienstraum weiter in Anspruch zu nehmen. Eine finanzielle Entschädigung für die getätigten Investitionen wurde von Seiten der NS-Behörden abgelehnt. So musste man sich kirchlicherseits nach einer Alternative umsehen.
Der erste Teil des späteren Kirchengeländes an der Halbergstraße wurde bereits im Jahr 1936 erworben. Durch den Zweiten Weltkrieg und seine Folgen wurde der Kirchbau erst in den frühen 1950er als zehnte Tochtergründung der Pfarrei St. Johann verwirklicht. Architekt der heutigen St. Elisabethkirche, deren Grundriss mit großem Hauptschiff und zwei ausladenden Seitenschiffen den Umrisslinien des Heiligen Rockes nachempfunden ist, war der Beauftragte der Bischöflichen Baukommission des Bistums Trier Fritz Thoma (1901–1977). Der Bau der heutigen Kirche St. Elisabeth begann am 28. Juni 1953 mit der Grundsteinlegung und wurde mit der Konsekration am 19. September 1954 abgeschlossen. Zunächst war die Kirche eine Pfarrvikarie der zentralen Stadtpfarrei St. Johann. Die Erhebung zur eigenen Pfarrei erfolgte wenige Jahre später im November 1960.
Seit 2005 war St. Elisabeth eine Filialkirche der neu errichteten Pfarrei St. Johann. Seit 2007 wurde sie als Jugendkirche genutzt. Am 4. Oktober 2009 wurde sie in Kirche der Jugend eli.ja umbenannt.

## Baubeschreibung
St. Elisabeth wurde von dem Trierer Architekten Fritz Thoma entworfen. Der kreuzförmige Grundriss des Kirchenbaues aus Stahlbeton zeichnet sich durch eine große Breite des Mittelschiffes sowie ein ausladendes Querhaus aus. Die Kirche ist geostet. Im Westen ist der Kirche ein freistehender sechseckiger Campanile vorangestellt. Über der Vierung ist die Decke deutlich erhöht, um durch umlaufende Fenster viel Licht in den Raum hineinzulassen. Die Kirche verfügt über eine Krypta, wird durch große Fensterflächen erhellt und verfügt über 600 Sitzplätze. Die Fensterverglasungen entwarf im Jahr 1954 der Maler Reinhard Heß, die Fertigung besorgte die Trierer Glasmanufaktur Kaschenbach. Das im Jahr 2013 bei einem Sturm abgestürzte und beschädigte Turmkreuz wurde geborgen und hängt aktuell in bewusst unrestauriertem Zustand in der Apsis als Altarkreuz von der Decke. Den Campanile ziert seitdem ein neues Turmkreuz.
Der Außenbereich der Kirche ist in seiner Gestaltung von der antiken Idee des Heiligen Hains bzw. des Garten Eden inspiriert und wird mittlerweile auch als Nutzgarten bewirtschaftet. Seit dem Jahr 2007 wird der Sakralbau auch als sogenannte „Kirche der Jugend“ genutzt.

## Orgel

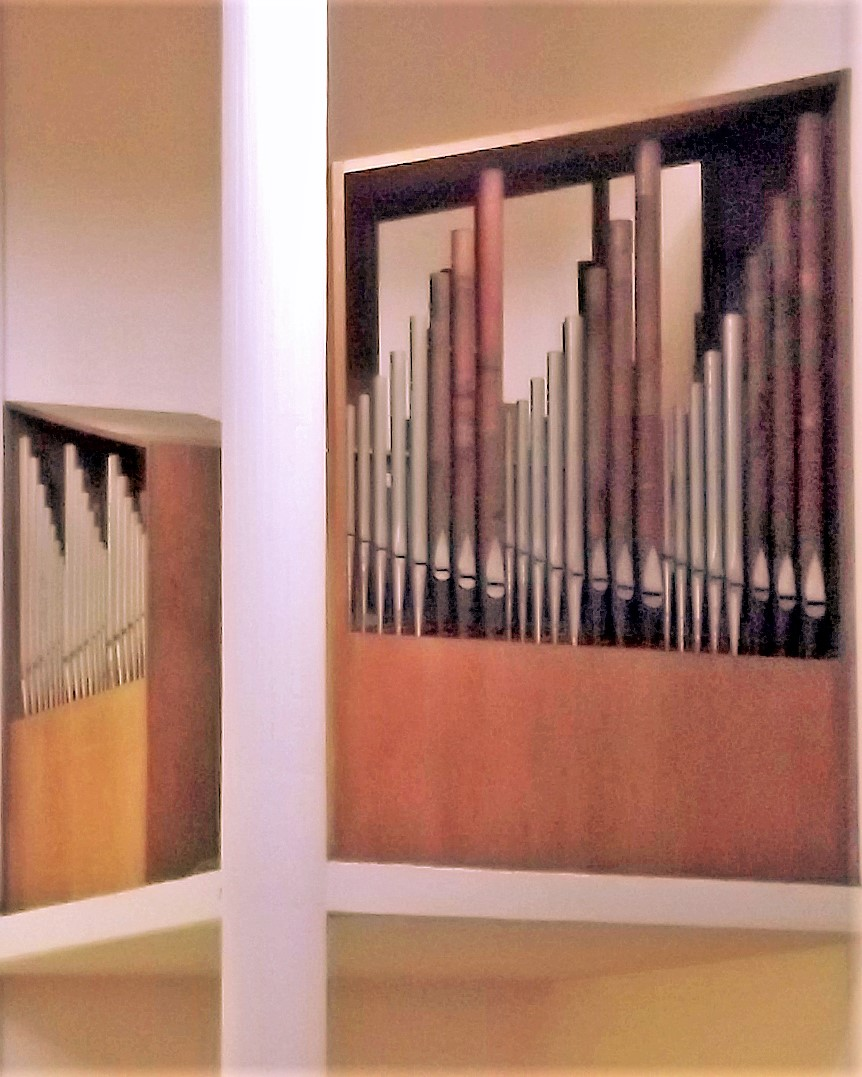
Hauptwerk und Positiv der Klais-Orgel

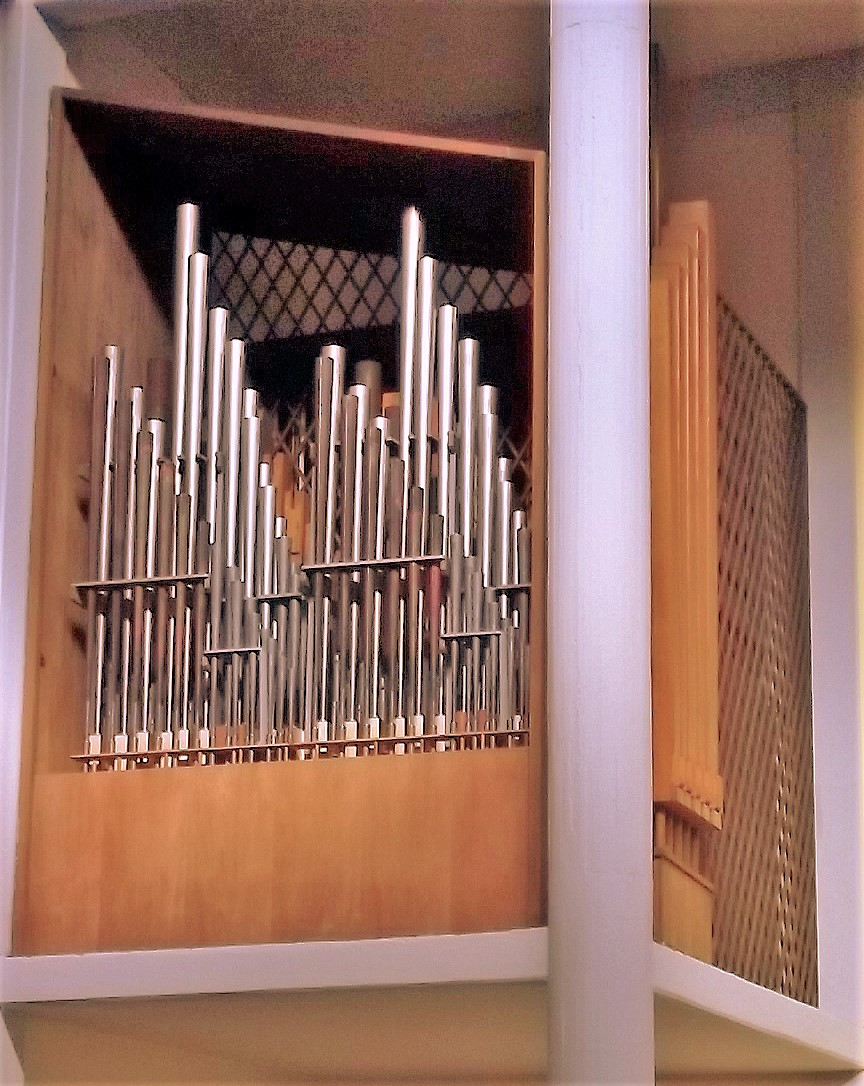
Pedal- und Schwellwerk der Klais-Orgel

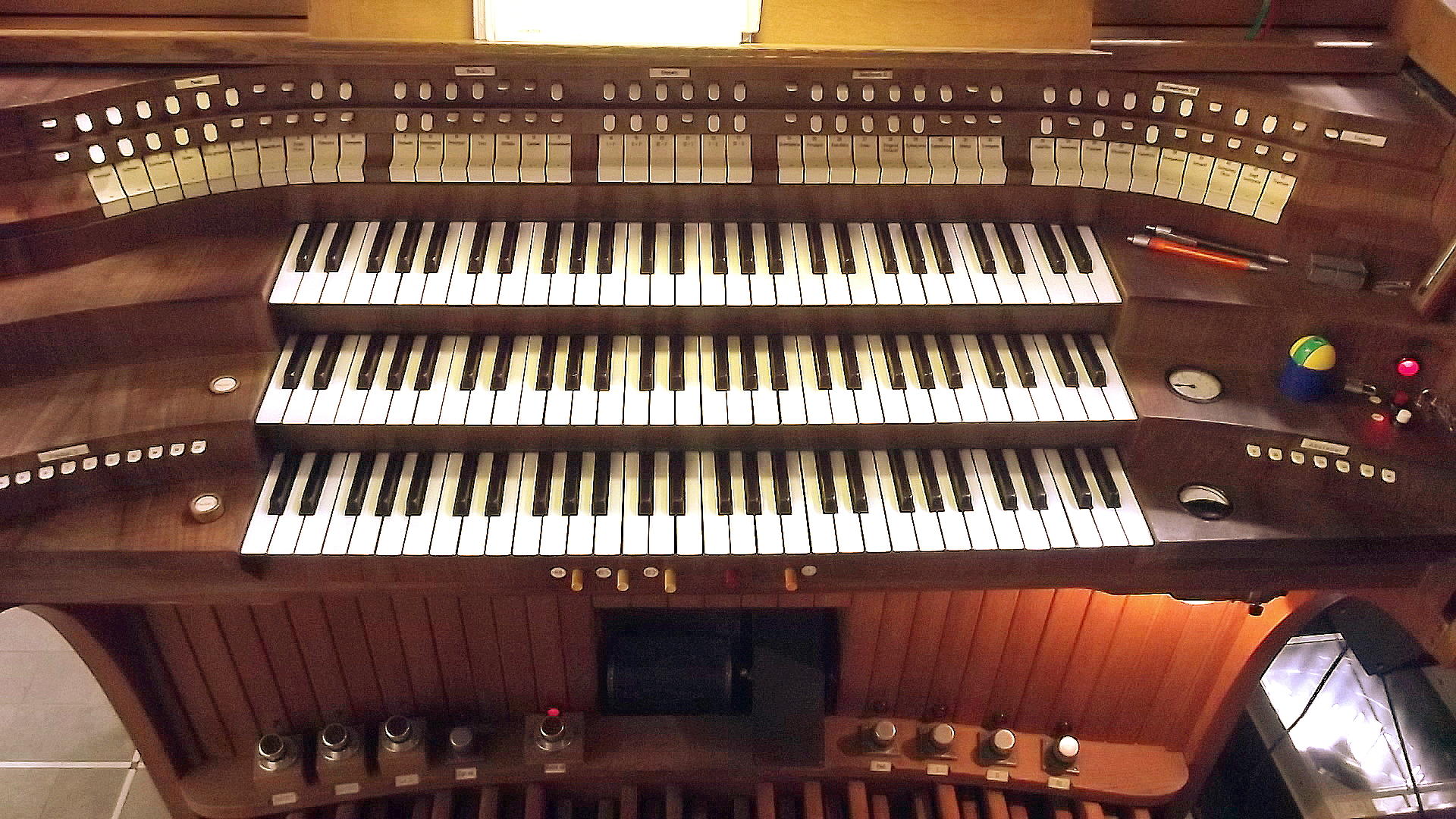
Spieltisch

Die St. Elisabeth-Kirche verfügt über eine Orgel der Firma Johannes Klais (Bonn), die im Jahr 1960 errichtet wurde. Sie befindet sich an prominenter Stelle des Kirchenraumes zweigeteilt hinter dem Altar auf zwei erhöhten seitlichen Plattformen. Der Spieltisch ist ebenerdig hinter dem Altar aufgestellt und fahrbar. In der Draufsicht befinden sich links das Pedalwerk sowie dahinter das Schwellwerk. Gegenüber rechts ist das Hauptwerk und dahinter das Positiv aufgestellt. Die Manualwerke besitzen elektrische Schleifwindladen, das Pedal elektropneumatische Kegelladen. Das Instrument verfügt über 35 Register, verteilt über drei Manuale und ein Pedal. Im Jahr 1979 wurde durch die Orgelbaufirma Klais ein Tremulant für das Positiv eingebaut. Im Jahr 1995 folgten dann Oktavkoppeln durch Werner Rohe aus Eschringen.
| I Positiv C–a3 |                 |        |
| 1.             | Gedackt         | 8′     |
| 2.             | Venezianerflöte | 4′     |
| 3.             | Prinzipal       | 2′     |
| 4.             | Terz            | 1 3⁄5′ |
| 5.             | Sifflet         | 1 ⁄3′  |
| 6.             | Cymbel IV       |        |
| 7.             | Krummhorn       | 8′     |
|                | Tremolo         |        |

| II Hauptwerk C–a3 |                 |       |
| 8.                | Quintadena      | 16′   |
| 9.                | Prinzipal       | 8′    |
| 10.               | Rohrflöte       | 8′    |
| 11.               | Oktave          | 4′    |
| 12.               | Singend Gedackt | 4′    |
| 13.               | Spitzquinte     | 2 ⁄3′ |
| 14.               | Superoktave     | 2′    |
| 15.               | Mixtur V        |       |
| 16.               | Trompete        | 8′    |

| III Schwellwerk C–a3 |                |       |
| 17.                  | Holzflöte      | 8′    |
| 18.                  | Salicional     | 8′    |
| 19.                  | Prinzipal      | 4′    |
| 20.                  | Blockflöte     | 4′    |
| 21.                  | Hohlflöte      | 2′    |
| 22.                  | Sesquialter II | 2 ⁄3′ |
| 23.                  | Scharff IV     |       |
| 24.                  | Schalmey-Oboe  | 8′    |
| 25.                  | Kopftrompete   | 4′    |
|                      | Tremolo        |       |

| Pedal C–g1 |                |     |
| 26.        | Prinzipal      | 16′ |
| 27.        | Subbass        | 16′ |
|            | Quintadena     | 16′ |
| 28.        | Oktavbass      | 8′  |
| 29.        | Rohrgedackt    | 8′  |
| 30.        | Choralbass     | 4′  |
| 31.        | Nachthorn      | 2′  |
| 32.        | Pedalmixtur IV |     |
| 33.        | Posaune        | 16′ |
| 34.        | Trompete       | 8′  |

- Koppeln:
  - Normalkoppeln: I/II, III/I, III/II, I/P, II/P, III/P
  - Suboktavkoppeln (1995): III/I, III/II, III/III
- Spielhilfen: 2 freie Kombinationen, 1 freie Pedalkombination, Tutti, Crescendowalze, Walze ab, Zungeneinzelabsteller

Anmerkung:
1. ↑  Transmission aus Nr. 8

## Jugendpfarrer
- 2007–2021: Christian Heinz
- seit 2021: Thomas Hufschmidt